# Hay Point
Hay Point (1 386 habitants avec les environs) est un village au centre de la côte est du Queensland en Australie à 937 km au nord de Brisbane et à 40 km au sud de la ville de Mackay.
Il est équipé de deux terminaux pour le charbon en vrac : "Dalrymple Bay Coal Terminal", détenu par Babcock & Brown Infrastructure, et "Hay Point Coal Terminal Services", détenu et exploité par une coentreprise entre BHP Billiton et Mitsubishi.